# Electric Car Corporation C1 ev’ie
Electric Car Corporation C1 ev’ie war ein Elektroauto basierend auf dem Citroën C1. Der Verbrennungsmotor wurde durch einen Elektromotor ersetzt. Es wurde ab April 2009 von der Electric Car Corporation im Vereinigten Königreich angeboten. Der Preis wurde mit £ 16.850,-- angegeben. Die Firma wurde im März 2012 aufgelöst.
Karosserie und Fahrwerk des Electric Car Corporation C1 ev'ie entsprachen im Wesentlichen dem normalen C1. Das serienmäßig eingebaute Fünfganggetriebe blieb erhalten, es konnte aber nur der dritte Vorwärtsgang benutzt werden, außerdem wurde eine Nutzbremse verwendet. Die Nutzbremse wurde teilweise aktiviert, wenn das Gaspedal losgelassen wurde.
Da die Batterien anstelle des Benzintanks und zusätzlich in den Motorraum eingebaut waren, ging gegenüber dem C1 kein Kofferraum verloren. Die Reichweite lag bei 97–120 km bei 6 Stunden Batterieladezeit.
Der Wagen wurde an einer Steckdose aufgeladen.